# NGC 3788
NGC 3788 é uma galáxia espiral barrada (SBab/P) localizada na direcção da constelação de Ursa Major. Possui uma declinação de +31° 55' 50" e uma ascensão recta de 11 horas, 39 minutos e 44,7 segundos.
A galáxia NGC 3788 foi descoberta em 29 de Abril de 1827 por John Herschel.